# Heraclia partita
Heraclia partita är en fjärilsart som beskrevs av Stoneham 1963. Heraclia partita ingår i släktet Heraclia och familjen nattflyn. Inga underarter finns listade i Catalogue of Life.